# Giulio Cesare Spagni
Giulio Cesare Spagni (Modena, 27 luglio 1939 – Modena, 8 maggio 2009) è stato un calciatore italiano, di ruolo mediano.
È morto a Modena, dopo una lunga malattia, l'8 maggio 2009.

## Carriera
Cresce nello Zenit Modena e con i canarini, a 19 anni, diventa titolare in Serie B. A seguito della retrocessione dei modenesi in Serie C nel 1960, resta nella serie cadetta con il Messina.
Dopo due campionati da titolare viene acquistato da un'altra squadra siciliana, il Palermo guidato da Giovanni Ballico, con cui esordisce in Serie A il 4 novembre 1962 contro il Mantova (1-0).
Anche a Palermo, nel frattempo retrocesso in Serie B e condotto dall'ungherese László Székely, gioca due campionati come titolare per passare, nel 1964, al Venezia, dove resta per quattro stagioni, divenendone il capitano e il rigorista in Serie A, oltre che uno dei protagonisti della promozione in massima serie del 1966 con Armando Segato allenatore e Mario Gatto presidente.
Il 28 maggio 1967 scende in campo a Ferrara per la sua 49ª ed ultima partita di Serie A.
Passato alla SPAL in Serie B, a Ferrara viene utilizzato come libero, e a fine campionato i biancoazzurri non riescono comunque ad evitatare la seconda retrocessione consecutiva.
Oltre alle già citate 49 presenze in Serie A, ha disputato 182 gare in Serie B.